# Pierre de Meuron
Pour les articles homonymes, voir Meuron.
 (avril 2009).
Si vous disposez d'ouvrages ou d'articles de référence ou si vous connaissez des sites web de qualité traitant du thème abordé ici, merci de compléter l'article en donnant les références utiles à sa vérifiabilité et en les liant à la section « Notes et références ».
Pierre de Meuron, né le 8 mai 1950 à Bâle, est un architecte suisse.

## Biographie
Pierre de Meuron est diplômé en architecture à l'École polytechnique fédérale de Zurich en 1975.
Il a fondé l'agence Herzog & de Meuron avec Jacques Herzog. En 2001, ils ont décroché le prix Pritzker, plus haute distinction dans le domaine de l'architecture et en 2007 le Praemium Imperiale, pour leur agence.
Ils sont notamment connus pour avoir conçu et réalisé les projets suivants :
- Tate Modern, Londres
- Stade, Bâle
- Stade national, Pékin
- Stade Allianz Arena, Munich
- Nouveau stade de Bordeaux, Bordeaux
- Philharmonie de l'Elbe, Hambourg